# El Komander
José Alfredo Ríos Meza (Culiacán, Sinaloa, 29 de abril de 1983), comúnmente conocido como su apodo El Komander, es un cantante y compositor del género regional mexicano, especializado en los estilos de banda sinaloense, norteño sinaloense, norteño con tuba, y mariachi. Es especialmente famoso por sus narcocorridos y su papel en el llamado «movimiento alterado».

## Carrera musical
Empezó su carrera musical como autor de canciones sobre la vida de los narcotraficantes para que las entonaran artistas como El Chapo de Sinaloa o Chuy Lizárraga y otros intérpretes del mismo estilo.
En 2015 logra consagrarse como los favoritos del público y rompiendo récords de asistencia tanto en Estados Unidos y México, y artistas como Calibre 50 y Larry Hernández graban duetos que lograron una gran aceptación por el público.
El 7 de julio de 2015 lanza a la venta “Detrás del miedo” producción a cargo de los hermanos Adolfo y Omar Valenzuela con el cual permaneció en las listas de las canciones más pedidas. El sencillo “Malditas Ganas” permaneció más de 20 semanas en las listas musicales en México y Estados Unidos.
“Me interesa” y “El papel cambió” también alcanzaron éxito en la radio y los principales canales de vídeos. Este álbum le abrió nuevas puertas en el mercado latinoamericano, donde tuvo buena aceptación.

## Discografía

### Álbumes de estudio
- 2009- En vivo desde Badiraguato
- 2009 - El Katch
- 2010 - Archivo privado
- 2011 - Y seguimos la borrachera
- 2011 - En vivo desde Zapopan
- 2012 - Bélico
- 2014 - En vivo desde la sierra
- 2014 - Cazador
- 2015 - Detrás del miedo
- 2015 - En vivo desde el nokia
- 2015 - Pisteadera vol.1
- 2016 - En vivo desde Mazatlán
- 2016 - Románticas
- 2017 - Fiesta privada albercada
- 2017 - En vivo desde carrizalejo
- 2017 - Loquera en el nightclub
- 2017 - Unplugged
- 2018 - La corona
- 2019 - Enamórate de mí
- 2021 - Corridos, caballos y parranda
- 2023 - Belikeando en vivo

## Premios y nominaciones
| Año  | Premio             | Categoría                                      | Obra              | Resultado | Ref.  |
| ---- | ------------------ | ---------------------------------------------- | ----------------- | --------- | ----- |
| 2015 | Billboard          | Canción Regional Mexicana del Año              | Soy de Rancho     | Nominado  | [ 4 ] |
| 2015 | Premios Lo Nuestro | Artista Masculino del Año/Regional Mexicano    |                   | Nominado  | [ 5 ] |
| 2015 | Premios Lo Nuestro | Álbum del Año - Regional Mexicano              | Cazador           | Nominado  | [ 5 ] |
| 2015 | Premios Juventud   | La Combinación Perfecta                        | Qué Tiene de Malo | Nominado  |       |
| 2016 | Billboard          | Regional Mexican Song/ Artista Solista del año |                   | Ganador   | [ 5 ] |
| 2017 | Premios Juventud   | Mejor Canción para "La Troca"                  | El Gallero        | Nominado  |       |